# Eric Bieniemy
(en) Statistiques sur pro-football-reference
Eric M. Bieniemy Jr., né le 15 août 1969 à La Nouvelle-Orléans, est un joueur et entraîneur américain de football américain.

## Biographie
Joueur, il a joué pour les Chargers de San Diego (1991–1994), les Bengals de Cincinnati (1995–1998) et les Eagles de Philadelphie (1999) en National Football League (NFL).
Devenu entraîneur, il est connu pour son rôle de coordinateur offensif des Chiefs de Kansas City (depuis 2018) avec lesquels il a remporté les Super Bowls LIV et LVII.
Auparavant en tant qu'entraîneur des running backs, il a notamment entraîné Adrian Peterson (Vikings du Minnesota) et Jamaal Charles (Chiefs de Kansas City).